# Matthias Goeken

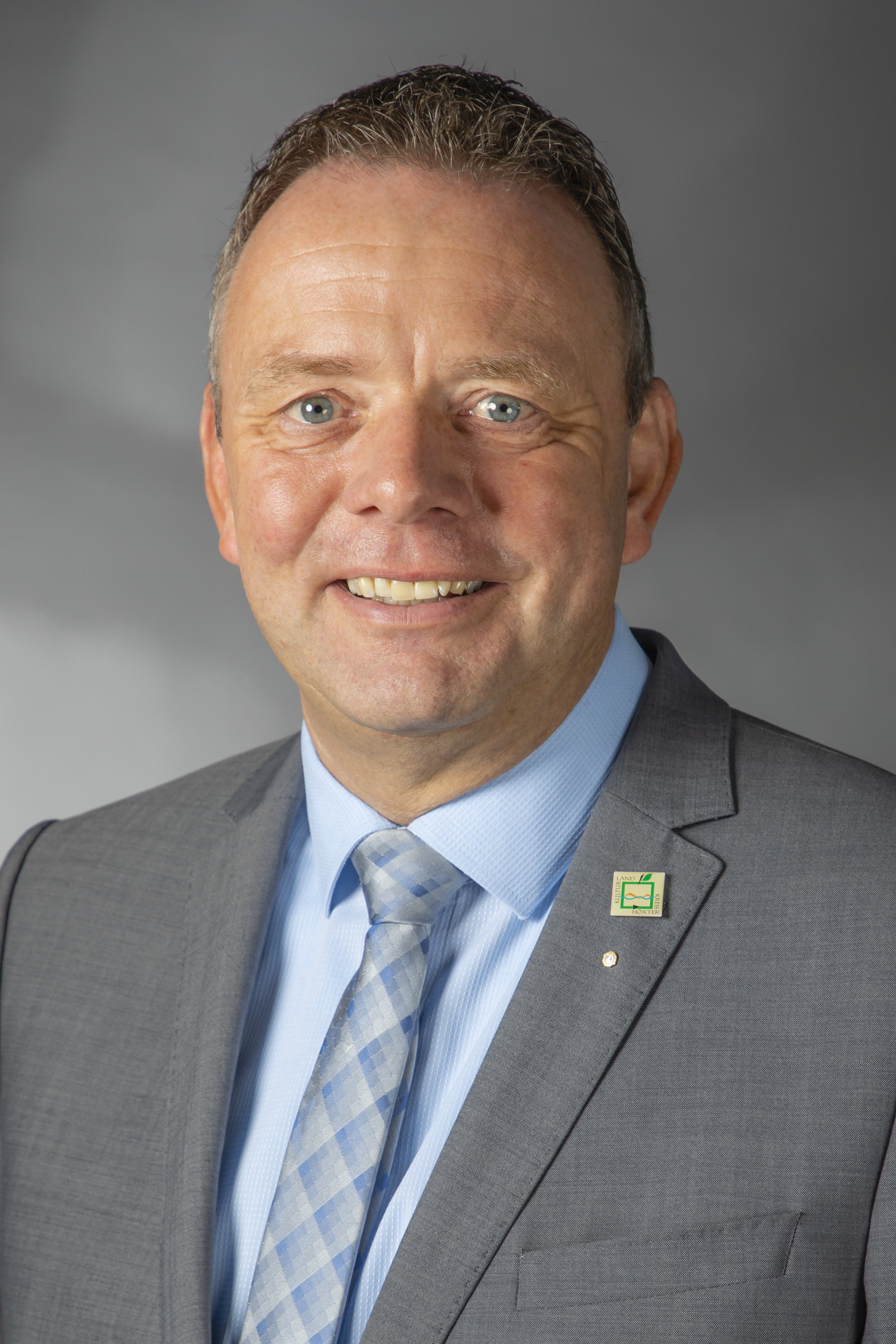
Matthias Goeken (2019)

Matthias Goeken (* 2. Dezember 1964 in Paderborn) ist ein deutscher Politiker der CDU. Er ist seit 2017 Mitglied des Landtages von Nordrhein-Westfalen.

## Leben
Goeken beendete seine schulische Laufbahn 1982 mit der Fachoberschulreife und absolvierte im Anschluss eine Ausbildung zum Bäcker, die er 1984 mit der Gesellenprüfung abschloss. Danach arbeitete er in Bäckereibetrieben und besuchte parallel eine Bäckereifachschule, an der er 1987 die Meisterprüfung ablegte. Er war ab 1987 als Bäckermeister tätig und übernahm 1993 in Selbständigkeit die Leitung des Familienunternehmens, einer Bäckerei mit Sitz in Bad Driburg. Zur Jahreswende 2017/18 übergab er die Unternehmensleitung an seinen Sohn.
Goeken ist seit 1983 Mitglied der CDU. Er ist seit 2013 stellvertretender Vorsitzender des CDU-Kreisverbandes Höxter und seit 2016 Beisitzer im Landesvorstand der CDU Nordrhein-Westfalen. Von 1994 bis 1997 war er Mitglied des Kreistages Paderborn und ist seit 2009 Mitglied des Kreistages Höxter.
Bei der Landtagswahl im Mai 2017 wurde Goeken als Direktkandidat im Wahlkreis 102 (Höxter) in den Landtag von Nordrhein-Westfalen gewählt. Das Direktmandat gewann er mit 50,8 % der Erststimmen. Im Landtag war er in der 17. Legislaturperiode Mitglied des Verkehrsausschusses sowie des Ausschusses für Wirtschaft, Energie und Landesplanung. Bei der Landtagswahl 2022 wurde er mit einem Wahlkreisergebnis von 52,7 % der Erststimmen erneut in den Landtag gewählt.
Matthias Goeken ist in zweiter Ehe mit Sabine Goeken verheiratet und hat drei Kinder aus seiner ersten Ehe.